# Philipp Bruch
Philipp Bruch (* 11. Februar 1781 in Zweibrücken; † 11. Februar 1847) war ein deutscher Apotheker und Bryologe. Sein botanisches Autorenkürzel lautet „Bruch“.

## Leben
Philipp Bruch wurde in Zweibrücken in der Pfalz geboren. Sein Vater war der Apotheker Johann Christian Bruch. Der Ornithologe Carl Friedrich Bruch war sein Bruder. Philipp Bruch lernte zunächst in einer Apotheke in Mainz und studierte anschließend in Marburg und Paris. Im Alter von 21 Jahren übernahm er nach dem Tod seines Vaters die väterliche Apotheke in Zweibrücken. Seine Interesse an der Botanik weckte eine Begegnung mit dem Wissenschaftler Wilhelm Daniel Joseph Koch, der an einer Beschreibung der deutschen und schweizerischen Flora arbeitete. Er beschäftigte sich besonders intensiv mit Moosen und arbeitete mit Wilhelm Philipp Schimper und Wilhelm Theodor Gümbel an dem sechsbändigen Werk Bryologia europaea, einer Monographie über europäische Moose zusammen. Einige Erstbeschreibungen von Moosen aus der Gattung Orthotrichum stammen von ihm.

## Ehrungen
Die Moosgattung Bruchia trägt ihren Namen zu Ehren von Philipp Bruch.  

## Schriften
- Mit Wilhelm Philipp Schimper und Wilhelm Theodor Gümbel: Bryologia europaea (Stuttgart 1836–55, 6 Bde. mit 640 Tafeln), + Supplement, Stuttgart 1864–66, mit 40 Tafeln
- - Bryologia europaea Vol I Archive
- - Bryologia europaea Vol II Archive
- - Bryologia europaea Vol III
- - Bryologia europaea Vol IV Archive
- - Bryologia europaea Vol V Archive